# Отруйний плющ 2: Лілі
«Отруйний плющ 2: Лілі» (англ. Poison Ivy II: Lily) — американський еротичний трилер 1996 р., продовження фільму 1992 р., режисера Енн Горсод і сценаристки Хлої Кінг. Головні ролі виконували: Алісса Мілано, Ксандер Берклі, Джонатон Шек, Белінда Бауер і Вікторія Хаас. Оригінальна музика — Джозефа Вільямса.
Теглайн: «Пристрасть. Спокуса. Зрада. Лілі хотіла бути схожою на Айві». Прем'єра відбулася 16 січня. Рейтинг MPAA: Дітям до 17 років обов'язкова присутність батьків.

## Сюжет
Лілі — молода художниця, яка приїхала з одного забутого богом місця в Мічигані в Лос-Анджелес, для того щоб навчатися тут мистецтву. Вона живе в гуртожитку. У Лілі зав'язуються сексуальні стосунки зі скульптором-початківцем, який навчається з нею в одній групі і живе в тому ж гуртожитку, що й вона. Ще один хлопець-музикант, вираженої монголоїдної зовнішності, до Лілі теж нерівно дихає. Він весь час спостерігає за нею, не особливо намагаючись робити це потай.
Спочатку Лілі постає перед глядачем досить скромною і вихованою дівчиною. Однак у своїй кімнаті вона знаходить щоденник однієї дівчини, Айві (ім'я Айві означає плющ, натяк на фільм «Отруйний плющ» і посилання до нього). Ця Айві жила тут колись. Лілі зачитується чужим щоденником, з якого видно, що Айві мріяла про те, щоб «розбивати серця і відкривати чоловікам темні, погані місця, в яких вони не бували». Лілі вирішує втілити мрію Айві в життя.
«Вчення Айві» Лілі вирішує випробувати на цікавому їй чоловікові — викладачі. Він — талановитий художник, але без натхнення ось уже не перший рік, що помітно по його студії. У нього є дружина і маленька донька, але вони мало його хвилюють. З вигляду він на початку фільму флегматичен. Хоча подейкують, що в гніві він одного разу мало не вбив обох членів сім'ї. Лілі кокетує з ним на заняттях, він бере її в свій будинок доглядальницею для доньки. Дещо пізніше він дає пропонує їй стати його натурницею. Та погоджується, позує в тому числі і голою, художник змінюється на очах. Він починає з новим натхненням творити.
Помітивши це, її хлопець свариться з нею: адже вона не слухає його застережень, а тільки ще більше запально розказує про свої успіхи. Хлопець ображається і йде геть. Лілі в гостях у свого роботодавця стає об'єктом його домагань. Їй вдається втекти, проте чоловік приходить до неї ввечері в кімнату в гуртожитку і кричить їй, що тепер вона від нього не втече. На крик прибігає монголоїдний студент-музикант, намагається заступитися за Лілі, але художник б'є його. Повертається хлопець Лілі, але і він стає жорстоко побитим збожеволілим художником. Тільки дивом Лілі вдається вислизнути з-під носа психопата, і в підсумку викладач випадає у вікно. В останньому епізоді фільму Лілі просить вибачення у свого хлопця, мириться з ним і обіцяє більше не намагатися йти небезпечною стежиною.

## Ролі
- Алісса Мілано — Лілі Леонетті
- Джонатон Шек — Гредін
- Ксандер Берклі — Дональд Фальк
- Белінда Бауер — Анжела Фальк
- Камілла Белль — Дафна Фальк
- Кетрін Дора Браун — Таня
- Волтер Кім — Роберт
- Вікторія Хаас — Бріджит
- Тара Еллісон — Кетрін
- Кейт Роджер — Ізабель
- Говард Браун — Рокко

## Критика
Фільм відомий як одна із спроб провідної акторки Алісси Мілано розвіяти міф, що вона — дитина-зірка. Вона з'явилася в кількох м'яких еротичних фільмах, у тому числі Отруйний плющ 2. Коли продовження було у виробництві, Мілано обрали через її «фактор визнання». Режисер Енн Горсод раніше працювала з Мілано у х/ф Обійми вампіра (1994), і вони хвилювалися, що як би Poison Ivy II не став занадто сміливим. Вони вирішили піти в іншому напрямку, не використовуючи Мілано в ролі основного секс-символу в фільмі, звернувши увагу на Джонатона Шека.
Релізу посприяли сексуальні сцени за участю Мілано. Горсод зізналася, що фільм в основному був популярний у чоловіків, але наполягала на тому, що були і шанувальниці жіночої статі. Хоча цей еротичний трилер і не був настільки успішним, як Обійми вампіра, фільм дійсно добре показав себе у продажах домашнього відео. Тим не менше, критики назвали проект «м'яким порно», і він отримав в основному негативні відгуки.
Рейтинг на сайті IMDb — 4,3/10.